# Ligue majeure de baseball 1955
Navigation
1954 1956
La Ligue majeure de baseball 1955 est la 53e saison depuis le rapprochement entre la Ligue américaine et la Ligue nationale et la 78e saison de ligue majeure. Les Dodgers de Brooklyn remportent la Série mondiale face aux Yankees de New York (4-3).

## Saison régulière

### Événements
Les Athletics de Philadelphie déménagent à Kansas City et deviennent les Athletics de Kansas City.
Les Dodgers de Brooklyn s'assurent du titre en Ligue nationale dès le 8 septembre. À cette date, les Dodgers comptent 17 victoires d'avance sur leurs dauphins.
Lors de cette saison 1955, treize des seize équipes accueillent des caméras de télévision pour diffuser des rencontres à domicile. Seuls les Braves de Milwaukee, les Pirates de Pittsburgh et les Athletics de Kansas City manquent à l'appel. Cinq formations sont couvertes pour l'ensemble de leurs 77 matchs à domicile. Les Redlegs ne font l'objet que de 26, les Tigers et les Athletics 42,  les White Sox 54, les Senators 57, les Orioles 59, les Phillies 62, les Red Sox 71 et les Indians 25.

### Classement de la saison régulière
Légende : V : victoires, D : défaites, % : pourcentage de victoires, GB : games behind ou retard (en matchs) sur la première place.
|                          | V  | D   | %    | GB |
| Yankees de New York      | 96 | 58  | .623 | -- |
| Indians de Cleveland     | 93 | 61  | .604 | 3  |
| White Sox de Chicago     | 91 | 63  | .591 | 5  |
| Red Sox de Boston        | 84 | 70  | .545 | 12 |
| Tigers de Détroit        | 79 | 75  | .513 | 17 |
| Athletics de Kansas City | 63 | 91  | .409 | 33 |
| Orioles de Baltimore     | 57 | 97  | .370 | 39 |
| Senators de Washington   | 53 | 101 | .344 | 43 |

|                          | V  | D  | %    | GB   |
| Dodgers de Brooklyn      | 98 | 55 | .641 | --   |
| Braves de Milwaukee      | 85 | 69 | .552 | 13.5 |
| Giants de New York       | 80 | 74 | .519 | 18.5 |
| Phillies de Philadelphie | 77 | 77 | .500 | 21.5 |
| Redlegs de Cincinnati    | 75 | 79 | .487 | 23.5 |
| Cubs de Chicago          | 72 | 81 | .471 | 26   |
| Cardinals de Saint-Louis | 68 | 86 | .442 | 30.5 |
| Pirates de Pittsburgh    | 60 | 94 | .390 | 38.5 |

### Statistiques individuelles

#### Au bâton
| Catégorie        | Ligue nationale           | Stat | Ligue américaine                           | Stat |
| ---------------- | ------------------------- | ---- | ------------------------------------------ | ---- |
| Moyenne au bâton | Richie Ashburn (Phillies) | .338 | Al Kaline (Tigers)                         | .340 |
| Points produits  | Duke Snider (Dodgers)     | 136  | Ray Boone (Tigers) Jackie Jensen (Indians) | 116  |
| Coups de circuit | Willie Mays (Giants)      | 51   | Mickey Mantle (Yankees)                    | 37   |
| Bases volées     | Bill Bruton (Braves)      | 25   | Jim Rivera (White Sox)                     | 25   |

#### Lanceurs
| Catégorie                 | Ligue nationale          | Stat | Ligue américaine                             | Stat |
| ------------------------- | ------------------------ | ---- | -------------------------------------------- | ---- |
| Moyenne de points mérités | Bob Friend (Pirates)     | 2.83 | Billy Pierce (White Sox)                     | 1.97 |
| Victoires                 | Robin Roberts (Phillies) | 23   | Bob Lemon (Indians) Frank Sullivan (Red Sox) | 19   |
| Retraits sur prises       | Sam Jones (Cubs)         | 198  | Herb Score (Indians)                         | 245  |
| Sauvetages                | Jack Meyer (Phillies)    | 16   | Ray Narleski (Indians)                       | 19   |

## Série mondiale
| Match | Date         | Visiteur            | Hôte                | Score |
| ----- | ------------ | ------------------- | ------------------- | ----- |
| 1     | 28 septembre | Dodgers de Brooklyn | Yankees de New York | 5 - 6 |
| 2     | 29 septembre | Dodgers de Brooklyn | Yankees de New York | 2 - 4 |
| 3     | 30 septembre | Yankees de New York | Dodgers de Brooklyn | 3 - 8 |
| 4     | 1er octobre  | Yankees de New York | Dodgers de Brooklyn | 5 - 8 |
| 5     | 2 septembre  | Yankees de New York | Dodgers de Brooklyn | 3 - 5 |
| 6     | 3 octobre    | Dodgers de Brooklyn | Yankees de New York | 1 - 5 |
| 7     | 4 octobre    | Dodgers de Brooklyn | Yankees de New York | 2 - 0 |

## Honneurs individuels
| Recrue de l'année     | Bill Virdon (Cardinals)  | Herb Score (Indians) |
| Meilleur joueur (MVP) | Roy Campanella (Dodgers) | Yogi Berra (Yankees) |